# Kriegerdenkmal Glinde
Das Kriegerdenkmal Glinde ist ein denkmalgeschütztes Kriegerdenkmal in der Ortschaft Glinde der Stadt Barby in Sachsen-Anhalt. Im örtlichen Denkmalverzeichnis ist das Kriegerdenkmal unter der Erfassungsnummer 094 60929 als Kleindenkmal verzeichnet.

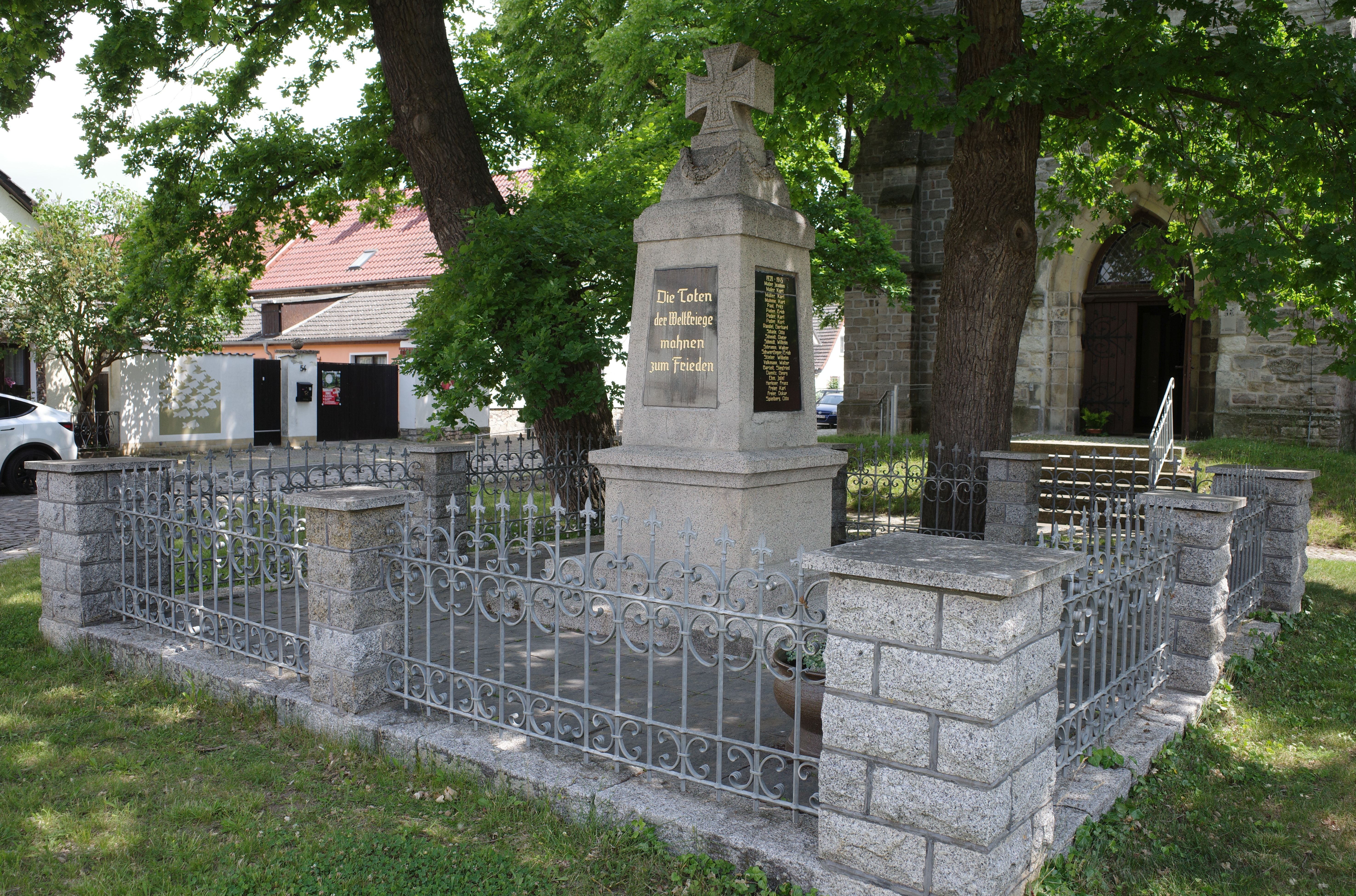
Kriegerdenkmal an der Kirche

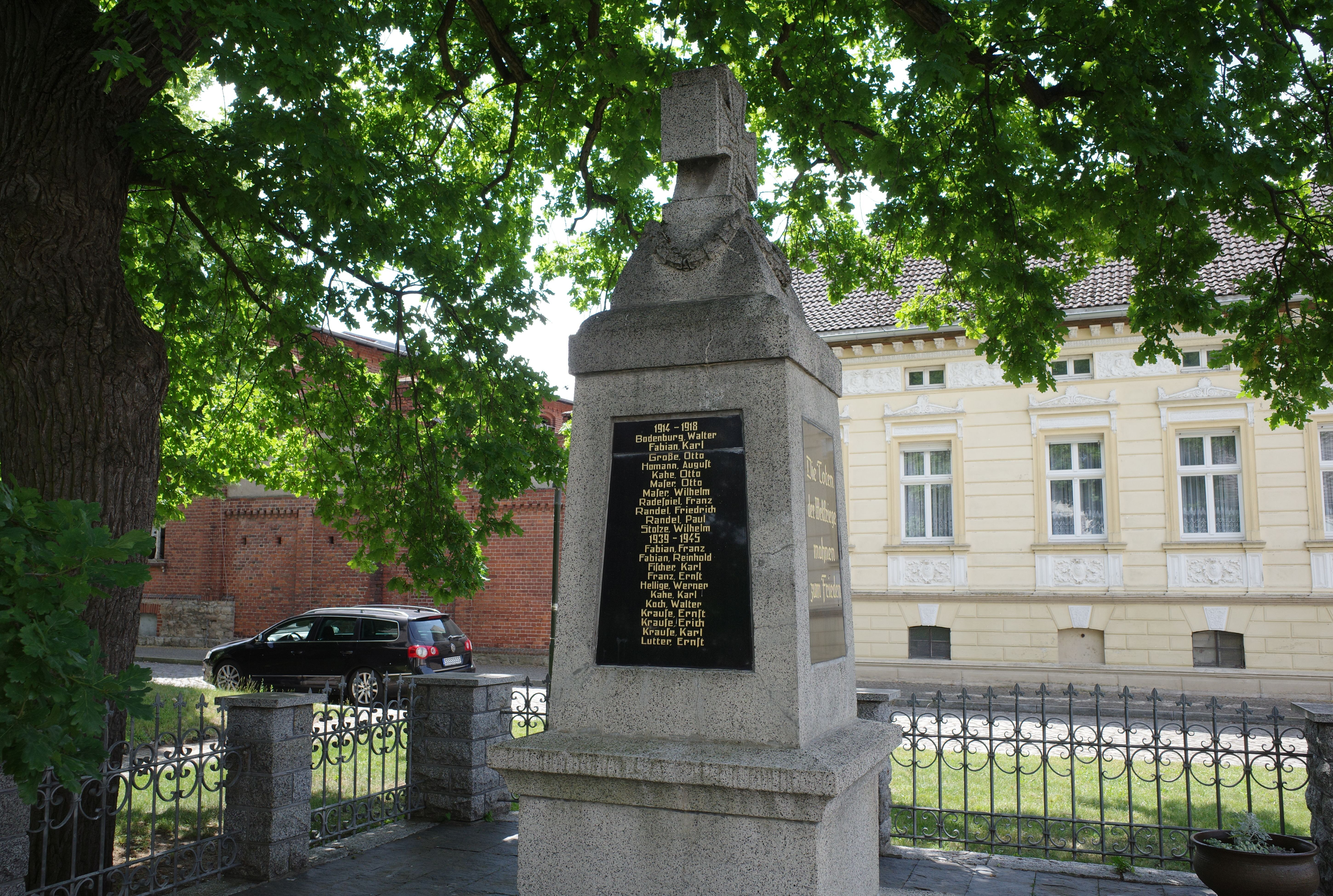
Inschrift I. und II. Weltkrieg

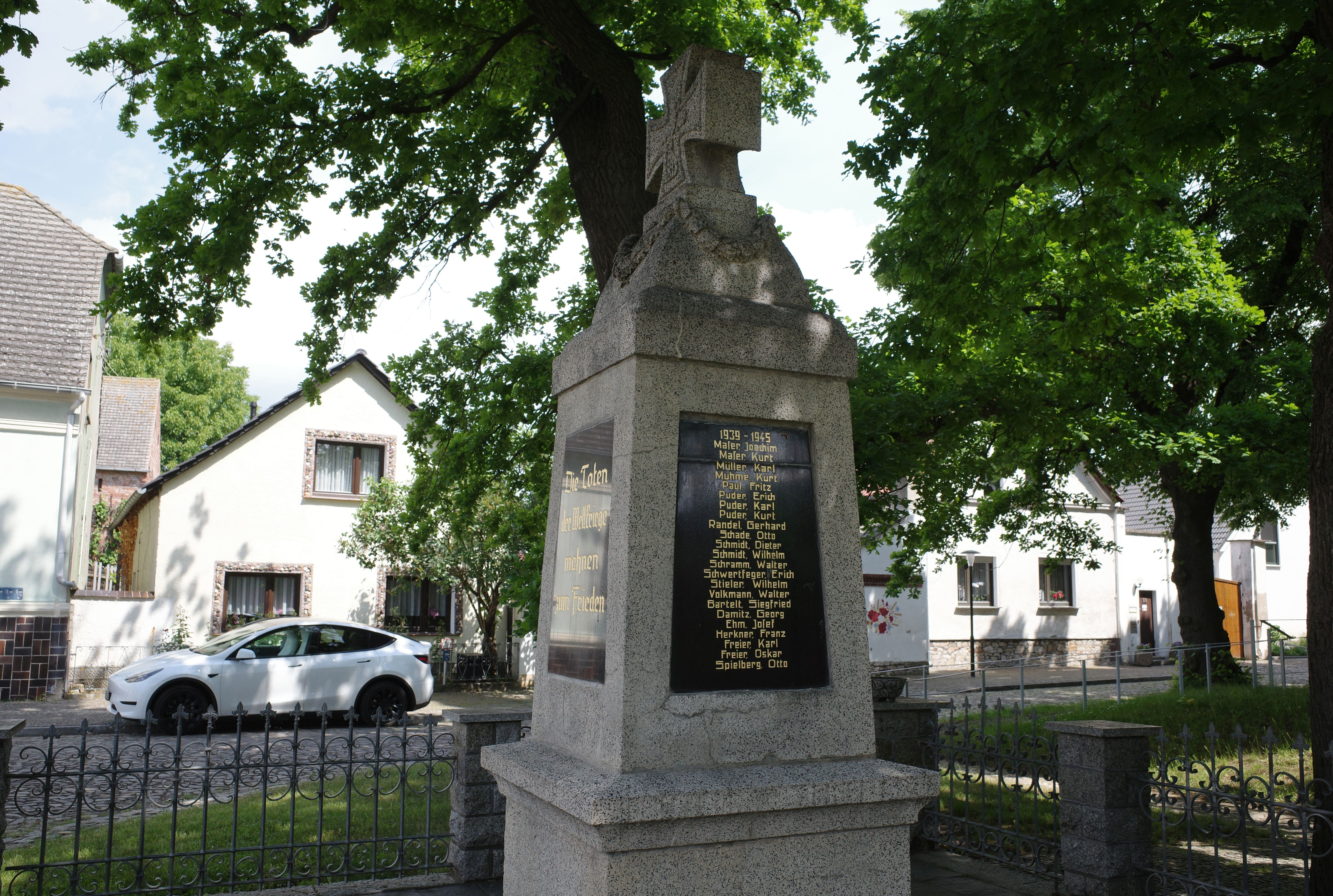
Inschrift II. Weltkrieg

## Lage
Das Kriegerdenkmal befindet sich auf dem Kirchgelände der St. Matthäi Kirche von Glinde, westlich der Kirche.

## Gestaltung
Bei dem Kriegerdenkmal handelt es sich um eine Stufenstele. Sie wird von einem eisernen Kreuz gekrönt. Vor der Stele befinden sich die Gedenktafeln für die Gefallenen der beiden Weltkriege. Das ganze wird durch einen Zaun vor unbefugtem Betreten geschützt.

## Inschriften
Die Toten

der Weltkriege

mahnen

zum Frieden

## Quelle
- Gefallenendenkmal Glinde Online, abgerufen am 28. Juli 2017.